# Wierzba piaskowa

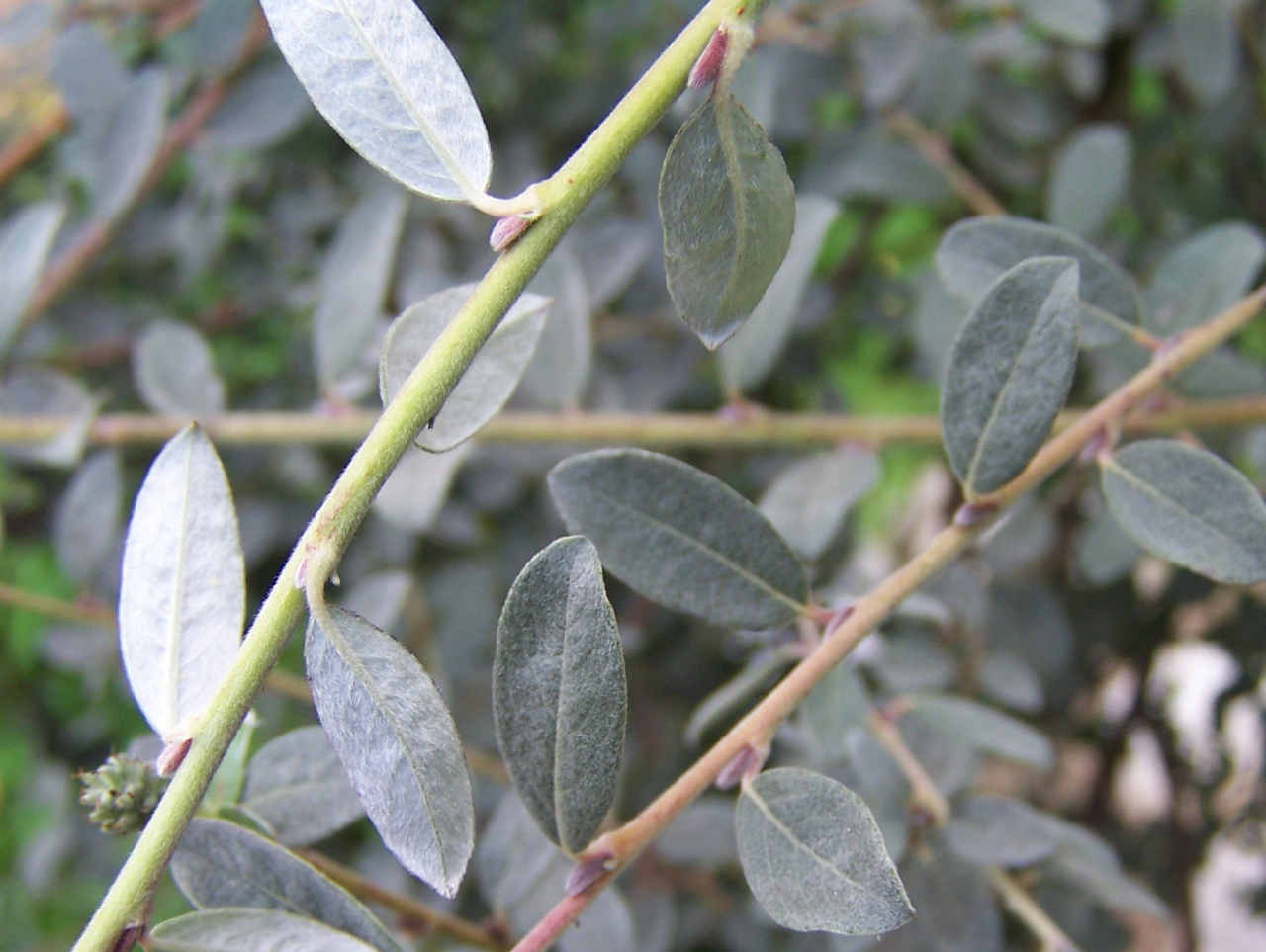
Owłosione srebrzyście liście

Wierzba piaskowa (Salix repens subsp. arenaria (L.)Hiit.) – podgatunek wierzby płożącej. Występuje w Azji i Europie. W Polsce roślina rzadka, dziko rośnie wyłącznie nad Bałtykiem. Uprawiana jako roślina ozdobna i czasami nieprawidłowo nazywana wierzbą argentyńską lub szwajcarską.

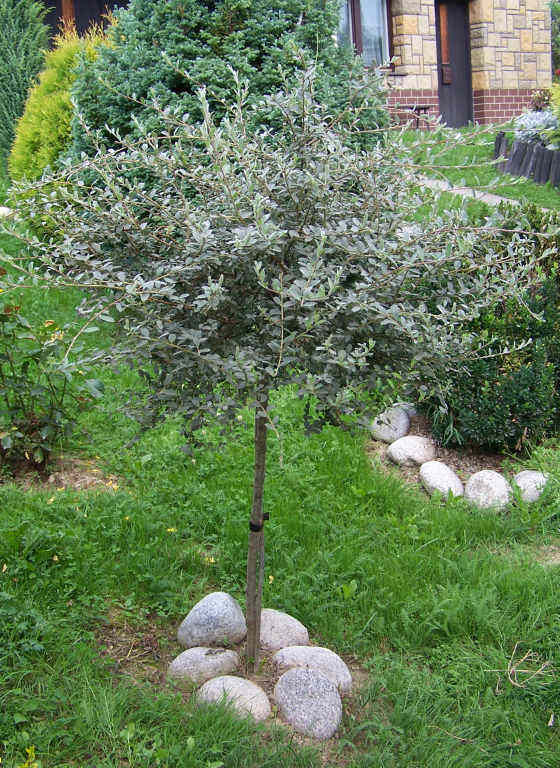
Wierzba piaskowa szczepiona na pniu

## Morfologia
PokrójMały, płożący się krzew wysokości do 50 cm (wyjątkowo 100 cm).
PędyBrązowe gałęzie płożące się i podnoszące na końcach. Pączki oraz młode pędy całe silnie owłosione. Pączki ostro zakończone.
LiścieEliptycznojajowate, o długości 1,5–2,5 cm i 0,5–1 cm szerokości. Są skórzaste i obustronnie gęsto srebrzyście owłosione. Z obu stron mają srebrzysty kolor, szczególnie intensywny na spodniej stronie. Mają zaokrąglone wierzchołki, gładkie brzegi i 5-8 par nerwów bocznych (słabo widocznych). Przy wysychaniu nie czernieją. Ich uszkowate przylistki długo utrzymują się.
KwiatyRoślina dwupienna. Kwiaty zebrane w kotki o dwubarwnych przysadkach; górą czarniawych, dołem jasnych. Kotki żeńskie wyrastają na szypułkach, mają jajowato-podługowaty kształt i długość 1,5–2 cm. Ich owłosione słupki o czerwonych znamionach osadzone są na słupku (krótszym od zalążni). Kotki męskie również mają dwubarwne przysadki. Ich kwiaty z jednym miodnikiem mają pręciki u nasady owłosione, o wolnych nitkach i pylnikach początkowo czerwonych, w czasie dojrzewania żółtych, a po przekwitnięciu brunatnych.
OwocTorebka o klapach spiralnie odwiniętych na zewnątrz.

## Biologia i ekologia
Siedlisko: wydmy nadmorskie. Chamefit lub fanerofit. W klasyfikacji zbiorowisk roślinnych gatunek charakterystyczny dla Ass. Carici-Empetretum. Kwitnie od kwietnia do maja, jest rośliną owadopylną i miododajną. Nasiona rozsiewane przez wiatr.

## Zmienność
Czasami można spotkać różniące się od typowej formy mieszańce z gatunkami: w. borówkolistna, w. czerniejąca, w. iwa, w. płożąca, w. purpurowa, w. śnniada, w. uszata, w. wawrzynkowa, w. wiciowa. Mieszańce te przeważnie nie są odróżniane od mieszańców wierzby płożącej.

## Zastosowanie
- Roślina uprawna: uprawiana jako roślina ozdobna, szczególnie nadająca się do ogrodów skalnych. W uprawie przeważnie występują formy szczepione na pniu (na podkładce wierzby innego gatunku).

## Sposób uprawy
Nie wymaga specjalnej gleby, ani specjalnych zabiegów pielęgnacyjnych, konieczne jest jedynie systematyczne przycinanie zwieszających się pędów, by roślina zagęszczała się i ładnie wyglądała. Bywa atakowana przez mszyce. Można je zwalczać preparatami biologicznymi lub chemicznymi.